# ملفات تويتر

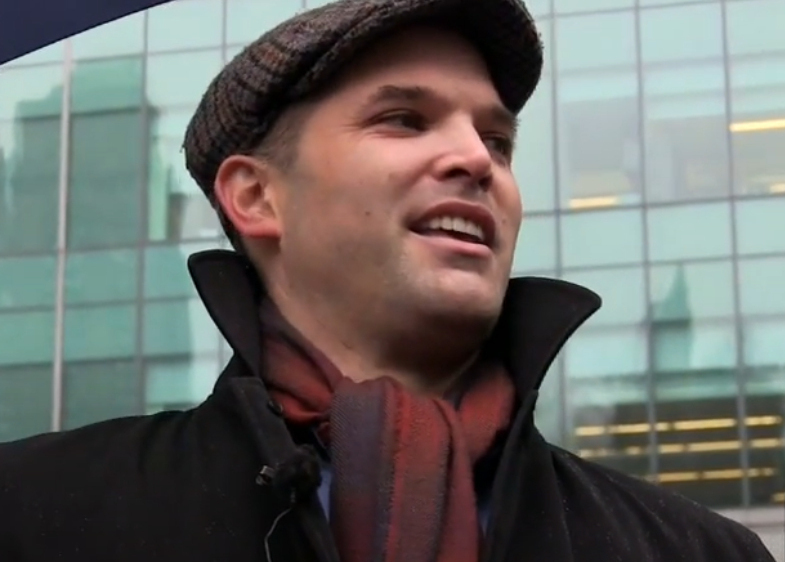
الصحفي مات تايبي (أو مات طيبي كما وردَ في بعض المصادر) الذي نشرَ الدفعة الأولى من الوثائق.

ملفات تويتر (بالإنجليزية: Twitter Files)‏ هي مجموعة من وثائق شركة تويتر الداخليّة التي تمَّت مشاركتها في كانون الأول/ديسمبر 2022 بناءً على رغبة مالك الشركة إيلون ماسك بالشراكةِ معَ صحفيَيْن مستقلين مختارَين هما مات تايبي (بالإنجليزية: Matt Taibbi)‏ وباري وايس (بالإنجليزية: Bari Weiss)‏. زعمَ ماسك والجمهوريون أنّ مكتب التحقيقات الفيدرالي ضغطَ على عددٍ من شركات التواصل الاجتماعي لتطبيقِ ما سمّوهُ حجب المعلومات (بالإنجليزية: suppress information)‏ في بعضِ القضايا. تُوضح الوثائق بالتفصيلِ تلكَ المداولات التي دارت داخليًا في تويتر بخصوصِ تقييد الوصول لمقال نيويورك بوست حول رسائل هانتر بايدن الإلكترونيّة المسرَّبة، والأخبار حول هذه القضيّة.
نسَّق الصحفيان إصدار الوثائق مع إدارة تويتر، ونشر تايبي تحليله للوثائق على منصة تويتر نفسها، لكنّه غرَّد قائلًا أنّ ملفات تويتر لم تُظهر «أي دليلٍ ... على أي تورطٍ حكومي في قصّة رسائل [هانتر بايدن]»، وهو عكسَ ما جاءت به بعضُ وسائل الإعلام التي كانت قد أعلنت ضغطَ مكتب التحقيقات الفيدرالي على شركات وسائل التواصل الاجتماعي لحجبِ أو تقليلِ الأخبار حول رسائل هانتر بايدن المسرَّبة، كما لم يؤكد مات تايبي طلب أيّ نائب ديمقراطي من تويتر حجب ظهور القصّة.

## خلفية
بحلول الرابع عشر من تشرين الأول/أكتوبر 2020، وتحديدًا قبل ثلاثة أسابيع من الانتخابات الرئاسية الأمريكية لعام 2020، نشرت صحيفة نيويورك بوست مقالات اعتمدت في صياغتها على رسائل بريد إلكتروني من جهاز كمبيوتر محمول زعمت الصحيفة أنها تُظهر فسادًا من قبل المرشح الرئاسي الأمريكي آنذاك جو بايدن فيما يتعلق بابنه هانتر بايدن الذي كانَ يشغلُ منصب مديرٍ في شركة بوريسما القابضة (بالإنجليزية: Burisma Holdings Limited)‏. قدم الرئيس الأمريكي آنذاك دونالد ترامب عدة مزاعم كاذبة حول تورط جو بايدن في هذه القضيّة. قامت صحيفة نيويورك تايمز في 20 آذار/مارس 2022 بتحقيقِ استقصائي معمَّق حول رسائل البريد الإلكتروني ذات الصلة بهانتر، لكنها لم تجد أيّ علاقةٍ لوالده جو بايدن وبأنّ الأخير لم يرتكب أيّ مخالفات.
قرَّرت شركةُ تويتر في 14 أكتوبر من نفس العام تقييد الوصول لمقالة البوست بموجب سياسة «المواد المخترقَة» وأغلقت مؤقتًا الحسابات التي شاركتها، بما في ذلك تلك الخاصّة بالجريدة نفسها والمتحدثة باسم البيت الأبيض آنذاك كايلي ماكناني. أثارت هذه الخطوات انتقادات واسعة النطاق من أنصار ترامب، الذين استخدموا الجدل المحيط بهذه القضيّة لتعزيز مزاعمهم بأن شركات التكنولوجيا تفرضُ رقابةً على وجهات نظرهم.
نشرَ في 19 تشرين الأول/أكتوبر 2020 ما مجموعهُ 51 من كبار مسؤولي المخابرات السابقين خطابًا مفتوحًا يُفيد بأن تسريب رسائل البريد الإلكتروني المزعومة لهانتر «يحتوي على جميع الخصائص الكلاسيكية التي تُؤكّد أن التسريب المزعوم هو عملية إعلامية روسية»، على الرغم من امتناعهم عن تأكيد رسائل البريد الإلكتروني المسرَّبة وما إن كانت حقيقيّة أم لا. صرَّح مارك زوكربيرج مالك شركة فيسبوك في آب/أغسطس 2022 أن تحذيرًا سابقًا لمكتب التحقيقات الفيدرالي بشأنِ معلومات مضللة قد تنشرها روسيا على شبكة فيسبوك دفعَ الأخيرة إلى تقييد الوصول لمقالة نيويورك بوست والأخبار حولها، كما أكّد المدير التنفيذي السابق لشركة تويتر يوئيل روث أن موقع التدوين المُصغَّر تلقى تحذيرات مماثلة. ردًا على ذلك، فقد زعمَ المحافظون أن مكتب التحقيقات الفيدرالي قد ضغط على تويتر لمنعِ نشر وتداول القصة أو الخبر، لكن الصحفي المستقلّ تايبي الذي نشر وحلَّلَ عددًا مما عُرفت بملفات تويتر التي كشفت عنها الشركة لم يعثر على أيّ دليلٍ على هذا التدخل الحكومي المزعوم أثناء مراجعته للملفات.

## النشر
وعدَ ماسك في 28 تشرين الثاني/نوفمبر 2022 بنشرِ ملفات تويتر الخاصة بـ «قمع حرية التعبير» قريبًا على موقع تويتر نفسه، وهو ما قامَ به فعلًا حيثُ قدَّم وثائق تويتر الداخلية للصحافيَيْن المستقلَّيْن مات تايبي وباري فايس. أكّد الأول أنه «مقابل إتاحة الفرصة لي لتغطية قصة فريدة ومتفجّرة، كان عليَّ الموافقة على شروط معينة» لم يُفصح عنها.
طردَ إيلون ماسك في السادس من كانون الأول/ديسمبر من نفسِ العام جيمس بيكر نائب المستشار العام في شركة تويتر، بزعم قيامه بفحصِ المعلومات والملفات قبل نقلها إلى الصحفيين المختارَيْن، وتقديمه تفسيرًا وجده ماسك «غير مقنع». جديرٌ بالذكرِ هنا أنّ بيكر كان يشغلُ في السابق منصب مستشارٍ عامٍ في مكتب التحقيقات الفيدرالي، كما أيَّد عام 2020 فرض تقييد الوصول ومشاركة مقالة نيويورك بوست.

## المحتوى
نشرَ تايبي في الثاني من كانون الأول/ديسمبر سلسلة تغريدات على تويتر يكشفُ فيها عن رسائل بريد إلكتروني داخلية بين موظفي الشركة معَ تعليقاتٍ له وتحليلات عن هذه المراسلات. شاركَ إلون ماسك سلسلة تغريدات تايبي بعدما أعادَ تغريدها. كانَ مضمونُ بعض هذه الوثائق تلكَ المداولات الداخلية بين موظّفي شركة تويتر فيما يتعلّق بقرار فرض الرقابة على تقارير نيويورك بوست فيما يخصُّ رسائل هانتر بايدن الإلكترونيّة المسرَّبة، بينما احتوى البعض الآخر على معلومات حول كيفية تعامل شركة تويتر مع التغريدات التي حُذفت بناءً على طلب فريق حملة بايدن 2020 نيابةً عن جو المرشَّح الديمقراطي حينها من جهة، والبيت الأبيض نيابةً عن الرئيس ترامب من جهة ثانيّة.
كشفت سلسة التغريدات التي نشرها تايبي عن نقاش داخلي حول ما إذا كان ينبغي على شركة تويتر منع مشاركة مقالة نيويورك بوست، كما كشفت سلسلة التغريدات هذه قرار الشركة بحجبِ تداول القصّة بحجة أنها تندرجُ تحت بند «المواد المخترقة» والتي تمنعُ الشركة نشرها بحسبِ سياسة خصوصيتها. لم يكن الرئيس التنفيذي لشركة تويتر آنذاك جاك دورسي على علمٍ بالقرار عندما تم اتخاذه، لذلك فبعد هذا القرار بأيام، تراجعَ جاك بصفتهِ الرئيس التنفيذي عن قرار حجبِ القصة، واصفًا إياه بأنه «خطأ»، كما قامت شركة تويتر خلال هذه الفترة بتحديث سياسة المواد المخترقة حيث سمحت بتداول ونشر القصص الإخبارية حول المواد المخترقة مع تحذير سياقي بدل منع تداولها بالكامل. أكّد الصحفي تايبي حجب تويتر تغريدات لمسؤولين سابقين في إدارة ترامب تُروّج لقصة نيويورك بوست، لكنه لم يؤكد أن الديمقراطيين طلبوا اتخاذ إجراءٍ بشأن القصة، مع أنّ الديمقراطيين – بحسبه – لديهم اتصالات مع تويتر أكثر من الجمهوريين، ومع ذلك فلم يقدم وثائق داخلية تثبت ذلك. شاركَ تايبي في سلسلة التغريدات التي نشرها المحادثات بين النائب رو خانا ورئيسة قسم الشؤون القانونية في شركة تويتر فيجايا جاد، حيث انتقدَ خانا قرار تويتر بفرض رقابة على مقالة واشنطن بوست.
طلبت حملة بايدن من تويتر مراجعة خمس تغريدات تم حذفها لاحقًا. لم يكشف تايبي عن محتوى طلبات حملة بايدن، لكنه نشرَ روابط التغريدات المحذوفة والتي عُثر على محتوى أربعٍ منها بفضلِ الأرشفة على موقع أرشيف الإنترنت. احتوت تلك التغريدات الأربع على صور ومقاطع فيديو عارية لهانتر بايدن، والتي تنتهكُ سياسة تويتر وقانون كاليفورنيا باعتبارها إباحية انتقامية، أمّا محتوى التغريدة الخامسة المحذوفة فقد ظلَّ غير معروف.
غرَّد ماسك على حسابه الرسمي في الموقع قائلًا أنّ تويتر تصرَّف بأوامرٍ من الحكومة في انتهاكٍ للتعديل الأول من الدستور الأمريكي، على الرغم من أن تفسيره للتعديل الأول كان محل خلاف. قوَّضت التقارير والتحليلات التي نشرها تايبي بناءً على ملفات تويتر رواية رئيسية روَّج لها ماسك والجمهوريون مفادها أن مكتب التحقيقات الفيدرالي ضغط على شركات وسائل التواصل الاجتماعي لمنع نشر وتداول موضوع رسائل هانتر بايدن المسربة، وغرَّد الصحفي قائلًا: «على الرغمِ من أن العديد من المصادر تحدثت عن تحذيرٍ عامٍ من سلطات إنفاذ القانون الفيدرالية في ذلك الصيف بشأن عمليات اختراق خارجية محتملة، فلا يوجد دليل – رأيته – على أي تورط حكومي في قصة [هانتر]».
أكّدت سلسلة التغريدات التي نشرها تايبي على تويتر ما كان معروفًا بالفعل، ولم تحتوي على معلومات جديدة مهمّة، ومع ذلك فقد أكّد الصحفي المستقل أن عدد ملفات تويتر بالآلاف. أعلنَ إيلون ماسك في الرابع من كانون الأول/ديسمبر أن إصدار الجزء الثاني من ملفات تويتر سيشملُ مرة أخرى الصحفي تايبي إلى جانبِ الصحفية والباحثة الأمريكيّة باري وايس، كما أكّد الملياردير الأمريكي أنّ إصدارات ملفات تويتر المستقبلية ستشملُ كيفية تعامل الشركة مع الانتخابات الرئاسية لعام 2020 و‌اقتحام مبنى الكابيتول في السادس من يناير وكذلك تعامل الشبكة مع أخبار جائحة فيروس كورونا.

## ردود الفعل
قال المعلقون المحافظون إن تقارير تايبي أظهرت وجود تحيّز ليبرالي في تويتر قبل استحواذ ماسك على الشركة، بينما كتب العديد من الصحفيين المهتمين بعالَم التكنولوجيا والتقنيّة أنّ الأدلة التي نُشرت أظهرت أن العاملين في تويتر واجهوا صعوبة خلال هذه الفترة، لكنهم تمكنوا من حلّ المسألة بسرعة.
نشرت مجلة فوربس الأمريكيّة مقالًا مفصّلًا قالت فيهِ إنّ منشورات تايبي المبنيّة على ملفات تويتر لا تحتوي على «قذائف»، وأظهرت «عدم تورط الحكومة في قضيّة هنتر بايدن»، مما يُناقض نظرية المؤامرة التي زَعمت أن مكتب التحقيقات الفدرالي متورّط في حجبِ هذا الموضوع. انتقدَ مقدم البرامج والمذيع مهدي حسن الذي يعملُ في قناة إم إس إن بي سي الصحفي تايبي لمحاولته الظهور والبروز في العلاقات العامة لإيلون ماسك، لكنّ تايبي ردَّ على هذا الانتقاد بسؤال مهدي عن عدد منتقديه الذين نشروا قصصًا لمصادر مجهولة في مكتب التحقيقات الفيدرالي، ووكالة المخابرات المركزية، والبنتاغون، والبيت الأبيض. انتُقدَ تايبي بسبب فشله في تضليل عناوين البريد الإلكتروني من لقطات الشاشة المنشورة، وقد وصفَ يويل روث الرئيس السابق لقسم الثقة والأمان في تويتر هذا الفشل بأنه «غير مقبول»، كما اعترفَ ماسك بأنّه كان يجبُ تضليل أو تنقيح عناوين البريد الإلكتروني.
بعد سلسلة تغريدات تايبي حول ملفات تويتر، قال المسؤول السابق في البيت الأبيض والمذيع الإذاعي المحافظ سيب غوركا: «حتى الآن، أشعر بخيبة أمل كبيرة»، ورفض التأكيدات التي نُشرت على موقع تروث سوشل بأنّ التعديل الأول قد انتُهك، أما ميراندا ديفاين كاتبة العمود في صحيفة نيويورك بوست والتي كانت من بين أوائل الذين كتبوا عن رسائل هنتر المسرَّبة فقد قالت لمضيف قناة فوكس نيوز تاكر كارلسون أن الملفات التي نُشرت لم تكن «السلاح الناري الذي كنا نأمله»، مضيفةً: «أشعر أنّ إيلون ماسك قد أوقفَ نشر بعض المواد» في إشارةٍ إلى اجتماع عقده مع الرئيس التنفيذي لشركة أبل تيم كوك قبل أيام، وسط تكهنات بأن أبل قد تُزيل تطبيق تويتر من متجر التطبيقات الخاص بها.
حثَّ الرئيس التنفيذي السابق والشريك المؤسس لشركة تويتر جاك دورسي خلفهُ ماسك على إصدار جميع المستندات الداخلية «بدون تصفية» في وقت واحد، بما في ذلك جميع مناقشات تويتر حول الإجراءات الحالية والمستقبلية بشأنِ الإشراف على المحتوى.